# IXBT.com
iXBT.com — вебсайт, російськомовне інтернет-видання про комп'ютерну техніку, інформаційні технології і програмні продукти. На сайті публікуються новини IT-індустрії, статті з оглядами та тестами комп'ютерних комплектуючих і програмного забезпечення. 

## Історія
Проєкт iXBT.com бере початок у 1997 році, коли він почав розвиватися як самостійний напрямок у холдингу Rambler. За оцінками експертів, стартовий обсяг інвестицій у проєкт iXBT склав близько $80–100 тис. Одним із стратегічних партнерів, який вивів iXBT в лідери російського ринку інтернет реклами, стало агентство 2sun ( «Двасолнца»). До 2000 року IXBT стає одним з лідерів ринку інтернет реклами[джерело?]. У 2002 році між партнерами стався розрив, iXBT припинив співпрацю з 2sun і почав працювати спільно з компанією Mediastars. Це був один з найгучніших скандалів в російській IT-індустрії, закінчився судовими позовами.

11 вересня 2009 року було зареєстровано офіційний Ютуб канал iXBT games, присвячений подкастам, прямим трансляціям та оглядам на ігри. Канал почав свій активний розвиток у 2018-2019 роках. За рахунок щоденного випуску роликів і прямих трансляцій. 
Ведучі каналу:
• Віталій Казунов - головний редактор сайту iXBT. games.
• Михайло Шкредов - редактор сайту iXBT. games.
• Дмитро Кривов - редактор сайту iXBT. games.
• Анна Єніна - відома Тік ток блогерка, яка вступає на посаду ведучої з 18 листопада 2024 року

## Власники і сучасний стан
Сайт належить компанії Byrds Research and Publishing, Ltd, яка має свідоцтво про реєстрацію засобу масової інформації iXBT.com.
У 2007 році трафік сайту досягав 30 тис. відвідувань на місяць.

## Проєкти

### Тестування
З 2002 року iXBT.com активно підтримує створення тестових пакетів з відкритими кодами RightMark [Архівовано 13 квітня 2022 у Wayback Machine.]. Для тестування швидкодії процесорів iXBT.com використовує власну відкриту методику.

### Журнал
До 2012 року редакцією сайту видавався паперовий журнал під назвою «iXBT.com», де публікувалися друковані версії інтернет-статей та інша інформація. До журналу додавався DVD-диск, що містив статті сайту, набір програм, драйвери та інше.

### iXBT games
iXBT Games (раніше Gametech) — дочірній сайт, який присвячений виключно комп'ютерним і відеоіграм. Сайт публікує огляди комп'ютерних та відеоігор, новини, що стосуються комп'ютерних ігор та ігрової індустрії. Також у кінці кожного року сайт проводить конкурс найкращих ігор року за категоріями. Нагорода «Avis Rara» видається найбільш інноваційним іграм року. Сайт GameTech часто проводить опитування серед своїх відвідувачів. Реєстрація на сайті не є необхідною, однак для написання коментарів до статей та участі в форумах необхідно зареєструватися. 
Сайт GameTech був офіційно відкритий у вівторок, 25 вересня 2007 року. До цього вся ігрова тематика публікувалися на основному сайті iXBT.com в розділі «Ігри та консолі». Після відкриття GameTech всі нові матеріали розміщуються на ньому, а старі залишилися на iXBT.com за цією адресою.
13 листопада 2024 року було повідомлено, що новою, третьою ведучою на каналі iXBT games стане популярна блогерка Анна Єніна.

### Форум
Одним з найбільших форумів із питань комп'ютерної тематики в Росії і СНД є «Конференція iXBT» [Архівовано 10 лютого 2009 у Wayback Machine.].